# 알타비스타
알타비스타(AltaVista)는 1995년에 설립된 웹 검색 엔진이다. 가장 많이 사용된 초기 검색 엔진 중 하나였으나, 구글에 밀려 2003년 야후!에 인수되었다. 야후는 알타비스타 브랜드를 유지했지만 모든 알타비스타 검색은 자체 검색 엔진을 기반으로 했다. 2013년 7월 8일, 야후에 의해 서비스가 종료되었고, 그 이후로 도메인은 야후 자체 검색 사이트로 리디렉션되었다.

## 어원
"알타비스타"(AltaVista)라는 단어는 스페인어 "높은 시야" 또는 "위쪽 시야"를 뜻하는 단어(alta + vista)로 구성되어 있으며, 구어적으로는 "개요"로 번역된다.

## 기원
알타비스타는 공용 네트워크에서 파일을 쉽게 찾을 수 있는 서비스를 제공하려던 디지털 이큅먼트 코퍼레이션의 네트워크 시스템 연구소 및 서부 연구소 연구원들이 만들었다. 폴 플래허티가 원래 아이디어를 냈고, 루이 모니에와 마이클 버로우즈가 각각 크롤러와 인덱서를 작성했다. "알타비스타"라는 이름은 팰로앨토에 있는 회사의 주변 환경과 관련하여 선정되었다. 알타비스타는 1995년 12월 15일 인터넷 검색 엔진으로 공개 출시되었다.
일레인 H. 랭은 디지털 이큅먼트 코퍼레이션에 의해 소프트웨어 사업을 구축하도록 스카우트된 후 알타비스타의 창립 최고경영자(CEO)가 되었다.
출시 당시, 이 서비스는 당시 사용 가능했던 다른 검색 엔진보다 앞선 두 가지 혁신을 가지고 있었다. 이 서비스는 당시 존재한다고 알려진 것보다 훨씬 더 많은 웹 페이지를 다룰 수 있는 빠른 멀티스레드 크롤러(스쿠터)를 사용했고, 고급 하드웨어에서 실행되는 효율적인 백엔드 검색을 가지고 있었다.

## 인기
알타비스타는 단순한 인터페이스를 가진 월드 와이드 웹에서 최초로 검색 가능한 전문 데이터베이스였다. 알타비스타의 또 다른 특징은 미니멀리즘 인터페이스였는데, 이는 포털 사이트가 되면서 사라졌다가 검색 기능에 다시 집중하면서 회복되었다. 또한 사용자가 특정 도메인에서 검색 결과를 제한할 수 있도록 하여 동일한 출처에서 여러 결과가 나올 가능성을 줄였다.
알타비스타 사이트는 즉각적인 성공을 거두었다. 트래픽은 첫날 30만 건에서 2년 후 하루 8천만 건 이상으로 꾸준히 증가했다. 웹을 검색하는 기능과 특히 알타비스타의 서비스는 수많은 기사와 책의 주제가 되었다. 알타비스타 사이트는 웹에서 가장 인기 있는 목적지 중 하나가 되었으며, 1997년에는 스폰서십 수입으로 미화 5천만 달러를 벌었다. 1998년과 2000년에는 웹에서 11번째로 많이 방문된 웹사이트였다.
알타비스타는 1998년 2월 "인터넷 검색-오프" 연구에서 전문 연구원들이 가장 선호하는 검색 엔진이었으며, 연구원의 45%가 알타비스타를 선택했다. 2위는 핫봇으로 20%를 차지했다.
크롤러가 수집한 데이터를 사용하여 알타비스타 직원들은 IBM 및 컴팩의 직원들과 함께 2000년의 중요한 연구에서 초기 월드 와이드 웹 내의 연결 강도를 처음으로 분석했다.
2000년, 미디어 메트릭스에 따르면 알타비스타는 인터넷 사용자 중 17.7%가 사용했지만 구글은 7%에 불과했다.

## 기술
1998년 기준, 알타비스타는 가중 부울 검색을 기반으로 한다. 두 가지 주요 검색 모드가 있다: 단순 쿼리와 고급 쿼리.

### 쿼리 형식
"단순 쿼리"는 `word1 word2 "phrase" -word3 +word4`와 같으며, 이는 "(word1 OR word2 OR "phrase") AND NOT word3 AND word4"로 해석된다. 큰따옴표 안의 단어는 구문이다: 문서에서 해당 구문이 인접해야 문서가 쿼리와 일치한다. "쿼리 용어"는 단어 또는 구문이다.
"고급 쿼리"는 명시적인 부울 표현식이다. 고급 쿼리 모드에서 `and`, `or`, `not`은 검색 용어 대신 부울 연산자로 해석된다. 고급 쿼리에는 `near`도 포함될 수 있다: `near` 양쪽의 단어는 인접하지 않아도 가깝게 있어야 한다.
단순 쿼리와 고급 쿼리 모두 호스트 이름(웹 도메인) `xx.yy.zz`에서 발견된 문서만 쿼리하는 `host:xx.yy.zz`를 지원한다. 풀다운 메뉴를 통해 사용자는 결과 페이지를 특정 언어 페이지로만 제한할 수 있다. 고급 검색에서는 입력 상자를 통해 사용자가 특정 날짜 또는 특정 날짜 범위 내에서 마지막으로 수정된 페이지로 결과를 제한할 수 있다.
알타비스타는 내부 "관련성 함수"에 따라 순위가 매겨진 URL을 반환했다. 각 페이지에는 10개의 URL이 포함되어 있다. 사용자는 예를 들어 "3"을 클릭하여 21번째에서 30번째로 가장 관련성이 높은 URL로 이동할 수 있다. 이는 사용자가 다음 10개 또는 이전 10개 URL로만 이동할 수 있는 다른 일부 검색 엔진과 달랐다.

### 쿼리 로그
알타비스타는 사용자 요청을 "쿼리 로그"에 기록한다. 요청은 새 쿼리 또는 이전에 제출된 쿼리에 대한 새 결과 화면으로 구성될 수 있다. 각 요청에는 다음 필드가 포함된다: 쿼리에 대한 유닉스 타임스탬프; 쿠키(사용자가 쿠키를 비활성화한 경우 비어 있음); 쿼리 용어; 결과 URL; 결과 페이지의 언어 또는 마지막 수정 날짜에 대한 제한과 같은 기타 사용자 지정 쿼리 수정자; 쿼리가 단순 쿼리인지 고급 쿼리인지, 제출자가 사용하는 브라우저, 제출 호스트의 IP 주소 등과 같은 메타데이터.
알타비스타는 쿼리 행동을 연구하기 위해 세션 정보를 수집했다. "세션"은 단일 사용자가 짧은 시간 범위 내에서 묶여 수행한 일련의 쿼리이다. 동일한 쿠키를 가진 쿼리는 동일한 사용자로부터 온 것으로 가정된다. 사용자가 쿠키를 허용하지 않은 4%의 쿼리에서는 "도메인 IP / 사용된 웹 브라우저" 쌍이 사용되었다. 이는 특히 AOL과 같은 대규모 ISP의 경우 쿠키를 제대로 대체하지 못했는데, AOL에서는 약 10,000명의 사용자가 단일 IP 주소를 공유했다.

## 사업 거래
1996년 알타비스타는 야후!의 검색 결과를 독점적으로 제공하는 업체가 되었다. 1998년 디지털은 컴팩에 매각되었고, 1999년 컴팩은 알타비스타를 포털 사이트로 재설계하여 야후!와 경쟁하기를 희망했다. 로드 슈록 CEO의 지휘 아래 알타비스타는 간소화된 검색 페이지를 포기하고 쇼핑 및 무료 이메일과 같은 기능 추가에 집중했다. 1998년 6월, 컴팩은 알타비스타 테크놀로지 인코퍼레이티드(ATI)에 도메인 네임 altavista.com에 대해 330만 달러를 지불했다. ATI의 공동 설립자인 잭 마셜이 1994년에 이 이름을 등록했다.
1999년 6월, 컴팩은 알타비스타의 대다수 지분을 인터넷 투자 회사인 CMGI에 매각했다. CMGI는 2000년 4월에 알타비스타의 기업공개(IPO)를 신청했지만, 인터넷 버블이 붕괴되면서 IPO는 취소되었다. 한편, 알타비스타의 포털 사이트 전략이 실패했음이 분명해졌고, 검색 서비스는 시장 점유율을 잃기 시작했으며, 특히 구글에게 밀렸다. 일련의 해고와 여러 차례의 경영진 교체 후, 알타비스타는 점차 포털 기능을 없애고 검색에 다시 집중했다. 2002년까지 알타비스타는 결과의 품질과 최신성을 향상시키고 사용자 인터페이스를 재설계했다.
2003년 2월, 알타비스타는 오버추어 서비스에 1억 4천만 달러에 인수되었다. 2003년 7월, 오버추어는 야후!에 인수되었다. 야후!가 오버추어를 인수한 후, 알타비스타는 야후! 검색과 동일한 검색 색인을 사용했다. 이는 이전에 결과를 제공했던 것과 동일한 검색 엔진이었다.
2010년 12월, 야후! 직원이 파워포인트 슬라이드를 유출했는데, 이는 야후!의 통합의 일환으로 검색 엔진이 종료될 것임을 나타냈다.

## 무료 서비스
알타비스타는 여러 언어에서 다른 언어로 텍스트나 웹페이지를 번역하는 바벨 피시라는 웹 기반 기계 번역 응용 프로그램을 제공했다. 이 서비스는 나중에 2008년 5월 야후! 바벨 피시로 대체되었고 현재는 빙의 번역 서비스로 리디렉션된다.
알타비스타는 또한 "altavista.com" 도메인 등을 사용하는 20만 개의 활성 등록 이메일 계정을 보유한 무료 이메일 서비스를 제공했지만 2002년 3월에 종료되었다. 미국 국내 계정은 폐쇄되었고, 나머지는 Mail.com에 매각되었다.

## 최초의 CAPTCHA 시스템
점점 늘어나는 악성 인터넷 봇에 맞서기 위해 알타비스타는 사기성 계정 등록을 막기 위한 최초의 실용적인 CAPTCHA 체계를 구현했다. 그들은 특히 봇이 그들의 웹 검색 엔진에 URL을 추가하는 것을 방지하기 위해 이를 구현했다.

## 서비스 종료
2013년 6월 28일, 야후!는 텀블러 페이지에서 알타비스타가 2013년 7월 8일에 종료될 것이라고 발표했다. 그 이후로 알타비스타 홈페이지 방문은 야후!의 메인 페이지로 리디렉션된다.